# Jardis Records
Jardis Records was een onafhankelijk Duits platenlabel, dat zich richtte op mainstream jazz.

## Geschiedenis
Gitarist Heiner Franz richtte Jardis Records op in 1988 om "de Duitse mainstream-scene een platform te geven“. Het zwaartepunt ligt hierbij op gitaarmuziek. Het label beperkt zich niet alleen tot producties van Duitse musici, zoals Joerg Reiter, Helmut Nieberle & Helmut Kagerer, Torsten Goods, Thomas Brendgens-Mönkemeyer en Alex Jung. Tevens zijn albums uitgebracht van Frédéric Sylvestre, Vic Juris, Louis Stewart, Peter Leitch, John Stowell & Kelley Shannon, Steve Rochinski, John Stein en Lorenzo Petrocca.

## Referentie
- Jürgen Wölfer: Jazz in Deutschland – Das Lexikon. Alle Musiker und Plattenfirmen von 1920 bis heute. Hannibal, Höfen 2008, ISBN 978-3-85445-274-4.